# När mörkret faller (film, 1937)
När mörkret faller (originaltitel: Night Must Fall) är en amerikansk film från 1937 i regi av Richard Thorpe.

## Rollista
- Robert Montgomery - Danny
- Rosalind Russell - Olivia Grayne
- Dame May Whitty - Mrs. Bramson
- Alan Marshal - Justin Laurie
- Merle Tottenham - Dora Parkoe, the maid
- Kathleen Harrison - Emily Terence, kocken
- Eily Malyon - sjuksköterska
- Matthew Boulton - Inspector Belsize
- Beryl Mercer - försäljare
- E. E. Clive - guide